# Johann Philipp, Duce de Saxa-Altenburg
Johann Philipp (25 ianuarie 1597 – 1 aprilie 1639), a fost Duce de Saxa-Altenburg.

## Biografie
A fost fiul cel mare (deși al patrula în ordinea nașterii) care a supraviețuit al Ducelui Friedrich Wilhelm I deSaxa-Weimar și a contesei Anna Maria de Neuburg, cea de-a doua soție a sa.
Când tatăl său a murit (1602), Johann Philipp și frații săi mai mici Frederic, Johann Wilhelm și Friedrich Wilhelm erau minori. Unchiul lor, Johann (mai interesat de științe naturale și artă decât de politică) a preluat regența; la scurtă vreme el a luat puterea în mâinile sale. 
Anul următor (1603), tânărul prinț de Saxa-Weimar a reclamat moștenirea ducatului însă unchiul său s-a opus. În cele din urmă țara a fost divizată printr-un tratat: Johann Philipp și frații săi au preluat Altenburg și câteva orașe și Johann a reținut Weimar și Jena.
În timpul minoratului prințului, regența a fost preluată de Christian al II-lea, Elector de Saxonia (1603–1611) și mai târziu de fratele său și următorul Elector, Johann Georg I (1611–1618).

### Domnie
În 1618, Johann Philipp a fost declarat adult și și-a asumat guvernarea ducatului de Saxa-Altenburg. De asemenea, el a preluat tutela asupra fraților săi mai mici. Cei patru frați au co-domnit, însă doi dintre ei au murit curând, fără să aibă urmași: Frederic, care a fost ucis în bătălie în 1625, și 
Johann Wilhelm, care a murit în 1632.
Johann Philipp și fratele său Friedrich Wilhelm al II-lea au continuat să conducă ducatul însă de fapt Johann Philipp a deținut controlul asupra guvernării ducatului. În 1613, Johann Philipp a fost numit decan al Universității din Leipzig. De asemenea, a fost membru al Societății Fruitbearing. În 1638 el a primit orașele Coburg, Bad Rodach, Römhild, Hildburghausen și Neustadt prin tratatul dintre el și ramura de Saxa-Weimar după decesul ducelui John Ernest de Saxa-Eisenach fără moștenitori.
Johann Philipp a fost succedat de fratele său, Friedrich Wilhelm al II-lea.

### Căsătorie și copii
La Altenburg la 25 octombrie 1618 Johann Philipp s-a căsătorit cu Elisabeth de Brunswick-Wolfenbüttel. Cuplul a avut un singur copil, o fiică:
- Elisabeth Sophie (n. 10 octombrie 1619, Halle - d. 20 decembrie 1680, Gotha); s-a căsătorit la 24 octombrie 1636 cu Ernest I, Duce de Saxa-Gotha.